# 13127 Jeroenbrouwers
13127 Jeroenbrouwers eller 1994 PN25 är en asteroid i huvudbältet som upptäcktes den 12 augusti 1994 av den belgiske astronomen Eric W. Elst vid La Silla-observatoriet. Den är uppkallad efter författaren Jeroen Brouwers.
Den tillhör asteroidgruppen Massalia.